# Анализант
Анализант (фр. analysant) — субъект, занимающийся психоанализом, работающий вместе со своим психоаналитиком.
Уже в своих ранних работах по технике психоанализа Зигмунд Фрейд отходит от понятий «больной» и «психическая болезнь» и обычно использует понятие «пациент». Этическая позиция — которая в психоанализе тесно смыкается с клинической практикой — не позволяет говорить о человеке как об объекте исследований или объекте приложения тех или иных методик или психотехник. Судя по изложению случаев, пациенты Фрейда сделали для психоанализа ничуть не меньше, чем сам классик, активно участвуя в создании психоаналитической практики, были его субъектами. Поэтому сегодня устоявшимся выражением во многих культурах стало «делать свой анализ», в отличие от медицинского «проходить курс лечения» или психологического «заниматься тренингом».
Это побудило Жака Лакана отказаться как от слова «пациент» (претерпевающий), так и от «analysé» (анализируемый) и ввести новое понятие «analysant», что значит «анализирующий». Таким образом, Лакан признаёт в пациенте самостоятельного субъекта психоанализа, которому аналитик лишь помогает двигаться, является опосредующим звеном между анализантом и его бессознательным. Одной из задач психоанализа является активизировать позицию субъекта, задать вопрос об ответственности за тот симптом, который субъект производит, то есть сделать из «пациента» — «анализанта», автора своего симптома.